# 相生ペーロン祭

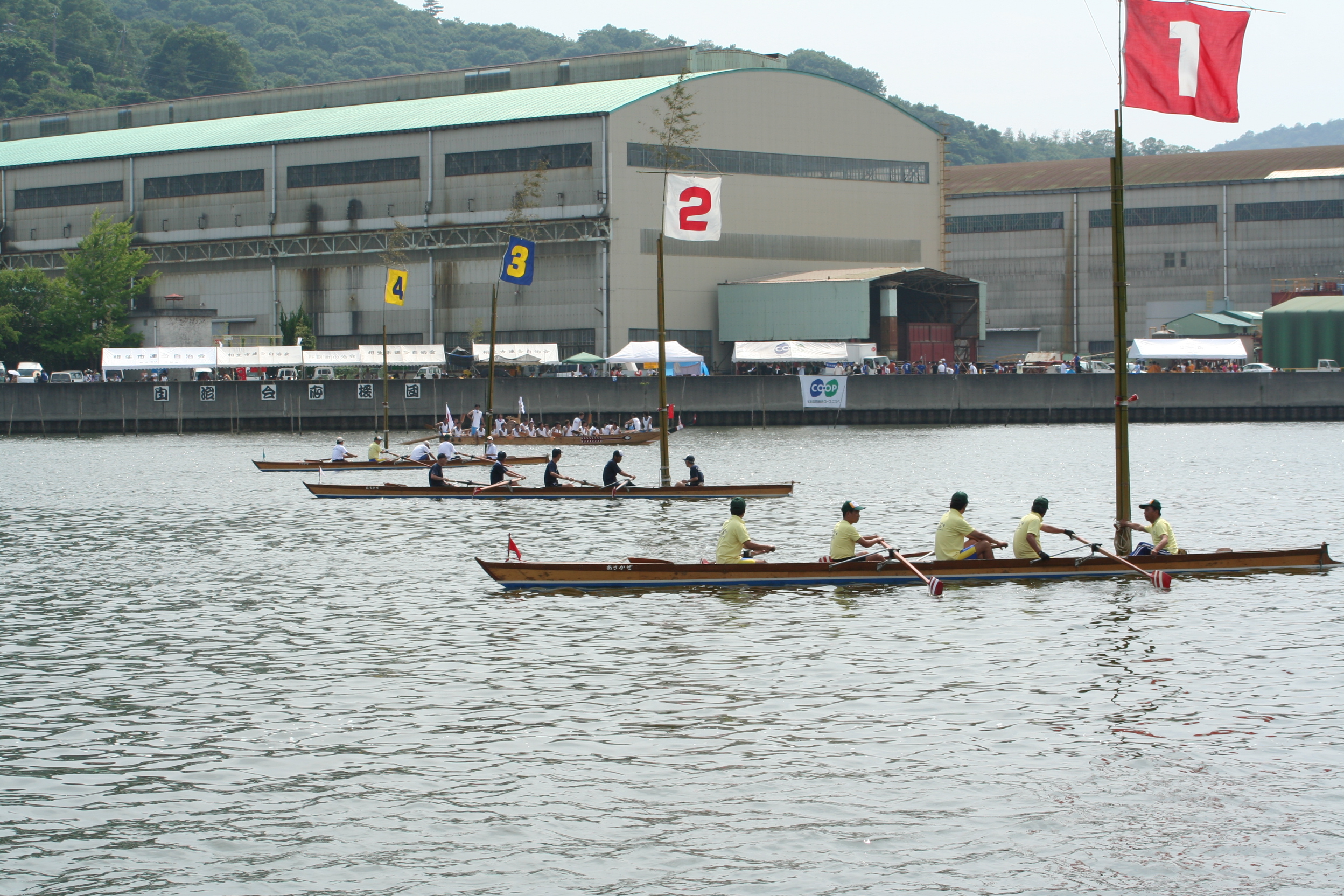
2009年大会（第47回）

相生ペーロン祭（あいおいペーロンまつり）は、兵庫県相生市の相生湾（相生港）特設会場にて毎年実施される、「ペーロン競漕」を軸とした祭イベント。単にペーロン祭と呼称されることもある。
原則、毎年5月最終日曜日（前日の土曜日は「前夜祭」の花火大会）に開催される。

## 発祥
過去、相生町（現・相生市）内には播磨造船所（現・IHI）があった。1922年（大正11年）、長崎県出身の従業員により社内行事としてペーロンが紹介されたのが、相生におけるルーツだといわれている。終戦までは毎年5月27日の「海軍記念日」に、同社構内にある天白神社の例祭として、ボートレースと共にペーロン競漕が行われていた。
戦後になり、相生市・商工会議所・播磨造船所の共催による「相生港まつり」が誕生（前夜祭として花火大会も実施）。
1962年（昭和37年）には、相生市・商工会議所・石川島播磨重工業（現・IHI）が、相生ペーロン祭協賛会を結成。翌1963年（昭和38年）から「相生ペーロン祭」となり、現在に至る。

## 各年の詳細
2009年（第47回）は、新型インフルエンザ流行の関係で一時、無期延期となったが、7月に開催された。
2011年（第49回）は、東日本大震災（3月11日に発生）の状況を踏まえ、前夜祭の「海上花火大会」と当日の「パレート・カーニバル」を自粛。競漕のみが「東日本大震災復興祈願ペーロン競漕」として開催された。
2020年及び2021年は新型コロナウイルス感染症の流行のため中止となった。また、2022年は「ペーロン競漕」のみ実施した。
2023年は4年ぶりに花火大会が復活して延べ13万人が訪れた。
2024年は花火大会に初めて有料観覧席（6千席、先着順）が設けられることになった。

## 中学生ペーロン大会
1985年 - 1998年に開催されていたが、少子化などの理由で一旦途絶えた。その後、11年ぶりに2009年に復活した（その年の本大会の約1ヶ月前に開催）。